# El Cortijo, Tancítaro
El Cortijo är en ort i Mexiko.   Den ligger i kommunen Tancítaro och delstaten Michoacán de Ocampo, i den södra delen av landet, 300 km väster om huvudstaden Mexico City. El Cortijo ligger 1 378 meter över havet och antalet invånare är 113.
Terrängen runt El Cortijo är huvudsakligen kuperad, men söderut är den bergig. Runt El Cortijo är det ganska tätbefolkat, med 72 invånare per kvadratkilometer. Närmaste större samhälle är Nuevo San Juan Parangaricutiro, 16,1 km nordost om El Cortijo. I omgivningarna runt El Cortijo växer huvudsakligen savannskog.